# Антоновка (Нижньогородська область)
Антоновка (рос. Антоновка) — присілок в Вознесенському районі Нижньогородської області Російської Федерації.
Населення становить 19 осіб. Входить до складу муніципального утворення Кріушинська сільрада.

## Історія
Від 2004 року входить до складу муніципального утворення Кріушинська сільрада.

## Населення
| 1999 | 2002 | 2010 |
| ---- | ---- | ---- |
| 45   | ↘34  | ↘19  |